# Heinrich Friedrich Karl von Stein
Heinrich Friedrich Karl vom und zum Stein (Nassau, 25 ottobre 1757 – Cappenberg, 29 giugno 1831) è stato un politico prussiano.

## Biografia
Vita
Il barone Heinrich Friedrich Karl von Stein, originario della Renania, apparteneva a una famiglia della più antica nobiltà imperiale, dipendente quindi immediatamente dall'imperatore e non legata a nessuna delle dinastie regnanti negli stati tedeschi. Fu perciò assai sensibile alla tradizione storica del Sacro Romano Impero, che il primo romanticismo tedesco di Novalis e di Friedrich Schlegel aveva esaltato come incarnazione dell'universalismo cristiano. Direttore del demanio di Hamm (1788), poi presidente superiore del demanio della Vestfalia (1796) e ministro delle Dogane, manifatture e commercio, nonché delle Finanze (1804), propose una serie di riforme per svecchiare l'apparato burocratico. 

### Studi
All'età di 16 anni, nel 1773, intraprese gli studi di diritto e storia presso l'Università Georg-August di Gottinga. Su di lui ebbe grande influenza lo storico August Ludwig von Schlözer, che cercava di mediare tra la concezione moderna di Costituzione e il concetto conservatore vetero-tedesco di libertà. Inoltre studiò presso Johann Stephan Pütter, uno dei migliori specialisti della costituzione e della struttura del Sacro Romano Impero. Come allora succedeva spesso, egli terminò gli studi nel 1777 senza conseguire la laurea. Poiché la parte più consistente del suo studio era stato il diritto, egli svolse per alcuni mesi l'attività di praticantato presso il Tribunale della Camera imperiale di Wetzlar.

### Carriera
Dimesso da ogni carica da Federico Guglielmo III, in seguito ai contrasti sorti per il rifiuto del re a costituire un nuovo gabinetto (gennaio 1807), dopo la pace di Tilsit fu chiamato, in sostituzione di Hardenberg e su indicazione di questi, a guidare il processo di ricostruzione dello stato prussiano. Convinto che fosse necessario, al di là delle riforme amministrative, promuovere un più stretto legame fra lo stato e la nazione, egli attuò un nuovo ordinamento municipale che garantì ampia autonomia alle città, la cui amministrazione fu espressione della partecipazione dei cittadini. La Städteordnung del 1808 consentiva che nelle città - non nei villaggi minori - i cittadini di più alto reddito eleggessero una Stadtverordnetenversammlung ossia un parlamento locale. A sua volta, il consiglio eleggeva un magistrato (Magistrat) che fungeva da vertice collegiale ed organo di direzione dell'amministrazione locale. Ciascun membro del magistrato doveva ricevere la conferma da parte del governo centrale. Nelle città più grandi poi - cioè in quelle con più di diecimila abitanti - il borgomastro, in quanto capo del magistrato, doveva essere nominato dal re, il quale tuttavia doveva sceglierlo da una lista di tre nominativi presentatagli dal parlamento locale. Per Stein l'ordinamento delle città doveva costituire il primo passo verso uno stato costituzionale, basato su un sistema di rappresentanze provinciali e nazionali; ma, dopo il 1815, le idee riformiste furono via via battute dall'avanzata della restaurazione.
Il programma di riforme di Stein non si limitò al rinnovamento del sistema di governo locale. Dotato di amplissimi poteri, Stein procedette infatti a un'ampia riorganizzazione dello stato prussiano: fu soppressa la servitù della gleba e concessa la proprietà della terra ai contadini; fu riformato il governo, con l'istituzione di cinque ministeri competenti. Nel contempo Stein progettò, con l'appoggio di Gran Bretagna e Austria, una sollevazione generale nella Germania settentrionale e nelle zone renane contro il dominio francese, ma Napoleone, venuto a conoscenza del piano, lo dichiarò con decreto nemico della Francia, obbligandolo a lasciare Berlino. Tuttavia, il più importante dei provvedimenti riformatori di Stein, I'ordinamento delle città ovvero la Städteordnung del 1808 era già stato emanato e rimase in vigore, sia pure in forma modificata ed accanto ad altre leggi comunali, sino al 1935. Rifugiatosi dapprima in Austria, egli si recò poi in Russia diventando nel 1812 consigliere dello zar per gli affari tedeschi. In tale veste fu nominato amministratore dei territori della Germania occupati dalla coalizione.
Deluso come tutto il movimento patriottico dagli esiti del congresso di Vienna, Stein si ritiro nel suo castello in Vestfalia e non svolse più nessuna attività politica (la nomina a consigliere di stato prussiano nel 1827 ebbe mero carattere formale): promosse allora la costituzione della Società per l'antica storia tedesca e l'edizione dei Monumenta Germaniae Historica, raccolta di fonti e documenti per lo studio delle tradizioni storiche e politiche della Germania, attraverso la quale intese proseguire sul piano culturale la lotta per lo sviluppo e l'affermazione della coscienza nazionale tedesca.
Fu membro della Massoneria.
Monumenta Germaniae Historica
Nel 1819 Stein progettò una pubblicazione analoga a quello che aveva fatto Muratori in Italia. Volle raccogliere i testi storici medievali riguardanti la Germania in latino e in volgare. Per fare questo si servì dell’aiuto di vari studiosi, soprattutto di Georg Heinrich Pertz,esperto di storia medievale. La collana così creata fu intitolata “Monumenta Germaniae Historica” (“Testimonianze storiche della Germania”, conosciuta con la sigla MMGGHH). Questa raccolta consta oggi di circa 500 volumi. La pubblicazione dei Monumenta è ancora in corso a Monaco di Baviera.

### Idee
Per quanto sensibile alla tradizione storica del Sacro Romano Impero, Stein si rendeva conto che nelle nuove condizioni storiche il futuro della Germania non poteva certo essere affidato a un'anacronistica rinascita di quel mondo. La reazione alla dominazione francese rappresentò un potente fattore di sviluppo del sentimento patriottico, che superò le nostalgie dei romantici per le tradizioni popolari, i canti e le leggende di un Medioevo idealizzato e si orientò verso l'obiettivo politico della formazione di uno stato tedesco. Di questo processo Stein fu sicuramente il principale esponente.
Le sue posizioni politiche avevano sicuramente tendenze liberali: da Montesquieu ricavò la convinzione che spettasse alla nobiltà un ruolo centrale nella limitazione dell'assolutismo monarchico. Tuttavia mostrò sempre in questo un atteggiamento ambivalente: ammirava la nobiltà inglese ma manteneva l'orgoglio del suo rango di barone dell'Impero. Il suo fervore patriottico non produsse un programma politico concreto e si affidò a un'improbabile collaborazione fra Prussia e Austria. Evidentemente permaneva ancora al fondo del suo pensiero il mito della tradizione imperiale, che lo indusse a non comprendere quanto fosse irrealistico contare su un ruolo dell'Austria nella realizzazione del programma nazionale tedesco.

## Opere
- Briefe und Schriften, pubblicato da G. H. Pertz, 6 volumi, 1849-1854
- Denkwürdigkeiten und Briefe, pubblicato da Ludwig Lorenz, Berlino, 1919
- Briefwechsel, Denkschriften und Aufzeichnungen, pubblicato da Erich Botzenhart, 7 volumi, 1931-1937
- Ausgabe der Staatsschriften: Die Reorganisation des Preußischen Staates unter Stein und Hardenberg, pubblicato da Georg Winter, 1931-1938
- Autobiographie, pubblicato da Kurt von Raumer, 1954
- Briefe und amtliche Schriften, pubblicato da Walther Hubatsch, 10 volumi, Stoccarda, 1957-1974